# رؤیاهای مرگبار (فیلم ۱۹۸۸)
رویاهای مرگبار (به انگلیسی: The Deadly Dream) یک فیلم اسلشر آمریکایی محصول سال ۱۹۸۸ به کارگردانی کریستین پیترسون است.

## بازیگران
- میچل اندرسون … الکس تورم[۲]
- ژولیت کمیمز … مگگی کلیر
- زاندر برکلی … جک ترمه